# 山辺絵理
山辺 絵理（やまべ えり、1981年 - ）は、日本のクラシック音楽のピアニスト。東京都新宿区生まれ。

## 略歴
3歳よりピアノを始める。海外での初演奏会出演は13歳の時。14歳で東京にて初のソロリサイタルを開催。東京音楽大学付属高等学校ピアノ演奏家コースを首席で卒業後、東京音楽大学ピアノ演奏家コース3年在学中の2001年よりロンドンの英国王立音楽大学に企業3社からの海外留学生奨学金を得て留学。東京音楽大学ピアノ演奏家コースと英国王立音楽大学大学院アーティストディプロマコースを首席で卒業。10年に渡りロンドンを拠点に演奏活動を行う。2011年4月より拠点を東京に移し、国内外で演奏活動の傍ら東京音楽大学で後進の指導にあたる。スタインウェイ・アーティスト、全日本ピアノ指導者協会演奏会員 日本演奏連盟会員、東京音楽大学非常勤講師。

## コンクール歴
- 1988年 「第12回ピティナピアノコンペティション全国大会A1級」　銅賞。
- 1992年 「第46回全日本学生音楽コンクール東京大会小学校の部」第2位受賞。
- 1993年 「第17回ピティナピアノコンペティション全国大会E級」銀賞、併せて読売新聞社賞、洗足学園前田賞受賞。
- 1995年 「第2回若い音楽家のためのチャイコフスキー国際コンクール」セミファイナリスト。
- 1996年 「第20回ピティナピアノコンペティション全国大会特級」最年少入選。
- 1998年 「第3回アルトゥール・ルービンシュタイン記念若いピアニストのための国際 コンクール」（ポーランド）第5位、併せて最年少最優秀賞受賞。
- 1999年 「第6回ダルムシュタットショパンピアノコンクール」（ドイツ）ディプロマ賞受賞。
- 2000年 「第1回 ショパン国際ピアノコンクール in ASIA]派遣部門」 第1位受賞。
- 2001年 「第56回ジュネーブ国際音楽コンクール」（スイス）にて最年少でベスト6に選ばれ、最年少ディプロマ賞受賞。
- 2003年 「2003チャペルゴールドメダルコンペティション」（イギリス）シルバーメダル受賞。｢英国王立音楽大学コンチェルトコンクール全楽器部門｣（イギリス）総合第1位受賞。
- 2004年 「パデレフスキー国際ピアノコンクール] 」（ポーランド）ディプロマ賞受賞。
- 2005年 「第10回イタリア文化庁主催パウシリポン国際ピアノコンクール」（イタリア）第2位受賞。
- 2006年「第7回パレルモ・ウンダマリス国際ピアノコンクール 」（イタリア）第3位受賞。

## 演奏CD
- 2010年山辺絵理プレイズショパン（EMT-0215）
- 2013年山辺絵理ピアノリサイタル　ドビュッシー＆リスト（EMT-0216）
- 2014年山辺絵理プレイズショパン第2集（EMT-0217）